# Csaba Kuttor
Csaba Kuttor (Miskolc, 19 de agosto de 1975) é um triatleta profissional húngaro.

## Carreira
Csaba Kuttor competidor do ITU World Triathlon Series, disputou os Jogos de Sydney 2000, ficando em 30º, e em Pequim 47º.